# Dodge Dart (2013)
Dodge Dart — компактный седан автопроизводителя Dodge, подразделения Chrysler, выпускающийся с мая 2012 года. Впервые был представлен 9 января 2012 года на Североамериканском международном автосалоне. Dart основан на платформе Fiat Compact, так же, как и Alfa Romeo Giulietta, однако он на 38 мм шире, его колёсная база на 94 мм длиннее, поэтому итальянская платформа в Северной Америке называется Compact U.S. Wide (CUSW). Чтобы адаптировать платформу под условия США, потребовалось около 1 млрд. $ и 18 месяцев. Dart также первый компактный седан Dodge со времён снятия с производства Dodge Neon и Dodge Neon SRT-4 в 2005 году. В производство новый седан пошёл 7 мая 2012 года, в четверг, на заводе Chrysler в Белвидер (Иллинойс), где предшественник Dart, Dodge Caliber, производился с 2006 по 2011 года (также там с 1995 по 2005 годы производился Dodge Neon (включая вариацию SRT-4), и до сих пор производятся Jeep Compass и Jeep Patriot). Первым Dodge Dart 2013 модельного года была модель R/T красного (Redline) металлического цвета и с чёрно-красным двухцветным кожаным салоном.
Первые автомобили появились в дилерских центрах Dodge в конце июня 2012 года в США. В сентябре 2016 года глава компании FIAT принял решение о завершении производства американских компакт-седанов (включая Chrysler 200) и их замены собственным, итальянским рынком ввиду убыточной стоимости производства. Таким образом, выпуск Dart был прекращён в начале 2017 года.

## История
Концепт-каром автомобиля можно считать Мини MPV Dodge Hornet, разработанный Chrysler и впервые представленный в 2006 году. Это была первая попытка Dodge создать маленький автомобиль, и он должен был выпуститься в 2010 году. Однако Мировой финансово-экономический кризис в 2009 году обанкротил Chrysler Group. После присоединения к Fiat в конце 2010 года, платформа концепт-кара была изменена, чтобы походить платформам Fiat. В декабре 2011 года Dodge удивил экспертов и инсайдеров, заявив, что новым маленьким автомобилем будет седан, и его не будут называть в честь производившегося 60 лет назад Hudson Hornet. Тем не менее, возрождение имени выпускавшегося в 60-70 годах автомобиля понравилось не всем.

## Нововведения
Новый Dart получил на выбор 4 трансмиссии, включая 6-ступенчатый автомат от Hyundai и 9-скоростную коробку передач от ZF, а также электроусилитель руля, который имеет датчик и электродвигатель, вмонтированные в рулевую колонку. Интерьер имеет на выбор 14 цветов для тканевой отделки и обширное контурное освещение салона, с помощью которого можно осветить практически всё, включая подстаканники и ящички для мелочей; кроме того, доступны кожаные сиденья. Приборная панель получила 7-дюймовый TFT дисплей (называющийся «плавающий остров панели»), расположенный между традиционных круглых приборов, который изображает показания бортового компьютера и навигационной системы, которая не имеет отдельного экрана. Функции мультимедиа, климат и прочие настройки отображаются на 8,4-дюймовом сенсорном дисплее посередине. Также автомобиль обзавёлся перчаточным ящичком, дополнительными разъёмами для электроники на центральной консоли и отделами для карт.
Dodge Dart, в отличие от своих «одноклассников», получил системы слежения за слепыми зонами и  дорожной разметкой, а также технологию беспроводной зарядки мобильного телефона. Снижение потребления топлива до 5,9 литров позволило Fiat приобрести дополнительные 5% акций Chrysler Group LLC.

## Подвеска
На Dart используется подвеска похожая с оной у Alfa Romeo Giulietta: спереди он имеет стойки Макферсон, винтовые пружины, двухтрубные амортизаторы, стабилизатор поперечной устойчивости, а сзади — независимую многорычажную подвеску. Подвеска стала мягче по сравнению с подвеской Giulietta.

## Безопасность
Новый Dart имеет много вспомогательных опций, включая помощь при торможении, тормозную блокировку дифференциала, поддержку тормозов от сырости, уравнивание гидравлического усилителя, электронный контроль устойчивости, система предотвращения опрокидывания, помощь при трогании с места на уклонах, систему Trailer Sway Control (минимизирует смещение прицепа и повышает уровень контроля при буксировке в неблагоприятных условиях), камеру заднего вида и систему помощи при парковке. 10 подушек безопасности он имеет уже в базовой комплектации, вместе с активными подголовниками передних сидений. Alfa Romeo Giulietta, соплатформенник Dart, получила 5 звёзд в тесте Euro NCAP.

## Двигатели
Автомобиль оснащается 3 видами двигателей: 2- и 2,4-литровыми атмосферниками от GEMA и 1,4-литровым турбированным двигателем от Fiat, который используется на заряжённой версии Fiat 500 — Fiat 500 Abarth. Последний двигатель был адаптирован к американским условиям и имеет больший крутящий момент. 6-скоростной автомат доступен на версиях с 2- и 2,4-литровыми агрегатами, а шестиступенчатый DSG доступен на автомобиле с двигателем 1,4 литра. 9-скоростная автоматическая коробка передач станет доступна в 2013 году; 6-ступенчатая механика доступна на всех версиях. Все двигатели для Dart производятся в Данди, штат Мичиган.

## Dodge Dart в автоспорте
На Североамериканском международном автосалоне 2012 года, сразу после официального релиза, Dodge представили ралли-кроссовую версию автомобиля SRT Racing Dodge Dart от SRT. Он был построен специально для первенства по ралли-кроссу под названием Global RallyCross Championship. В 6-этапном сезоне 2012 автомобиль использовала американская команда Pastrana Racing, принадлежащая Трэвису Пастрана, 4-кратному чемпиону США по ралли. Сам он проехал пять этапов, дважды за руль садился его земляк Брайс Мензис, и один раз португалец Филипе Албукерке. Трэвис смог выиграть четвёртый этап чемпионата, хотя во всех остальных гонках результаты были неутешительными (не выше 8-го места).
В 9-этапном сезоне 2013 автомобиль пилотировали Пастрана (5 стартов), Мензис (8 стартов), россиянин Тимур Тимерзянов (3-кратный чемпион Европы по ралли-кроссу) (4 старта) и норвежец Хеннинг Сольберг (1 старт). Лучшего результата смог добиться Пастрана, ставший бронзовым призёром финального этапа. В целом же, машина была признана не слишком удачной для участия в ралли-кроссе, и в дальнейшем не применялась в данном первенстве.

## Fiat Viaggio
Fiat представил свою ребеджированную версию автомобиля на Пекинском автосалоне 2012 года. Автомобиль пока спроектирован для китайского рынка, сборка производится на заводе в Чанша, провинция Хунань. Продажи стартовали в третьей четверти 2012 года.
Viaggio оснащается 1 двигателем — 1,4-литровым турбированным T-Jet, развивающим 120 или 150 л. с., а также 5-ступенчатой механической трансмиссией Fiat Powertrain Dual Dry Clutch Transmission (DDTC).

## Fiat Ottimo
На автосалоне в китайском Гуанчжоу в ноябре 2013 был представлен Fiat Ottimo. Это вариант модели Fiat Viaggio, но с кузовом хетчбэк и слегка иным внешним оформлением. Вся техническая начинка осталась идентичной. Производство и продажа автомобиля были организованы пока только в Китае.